# Chiesa cattolica in Ecuador

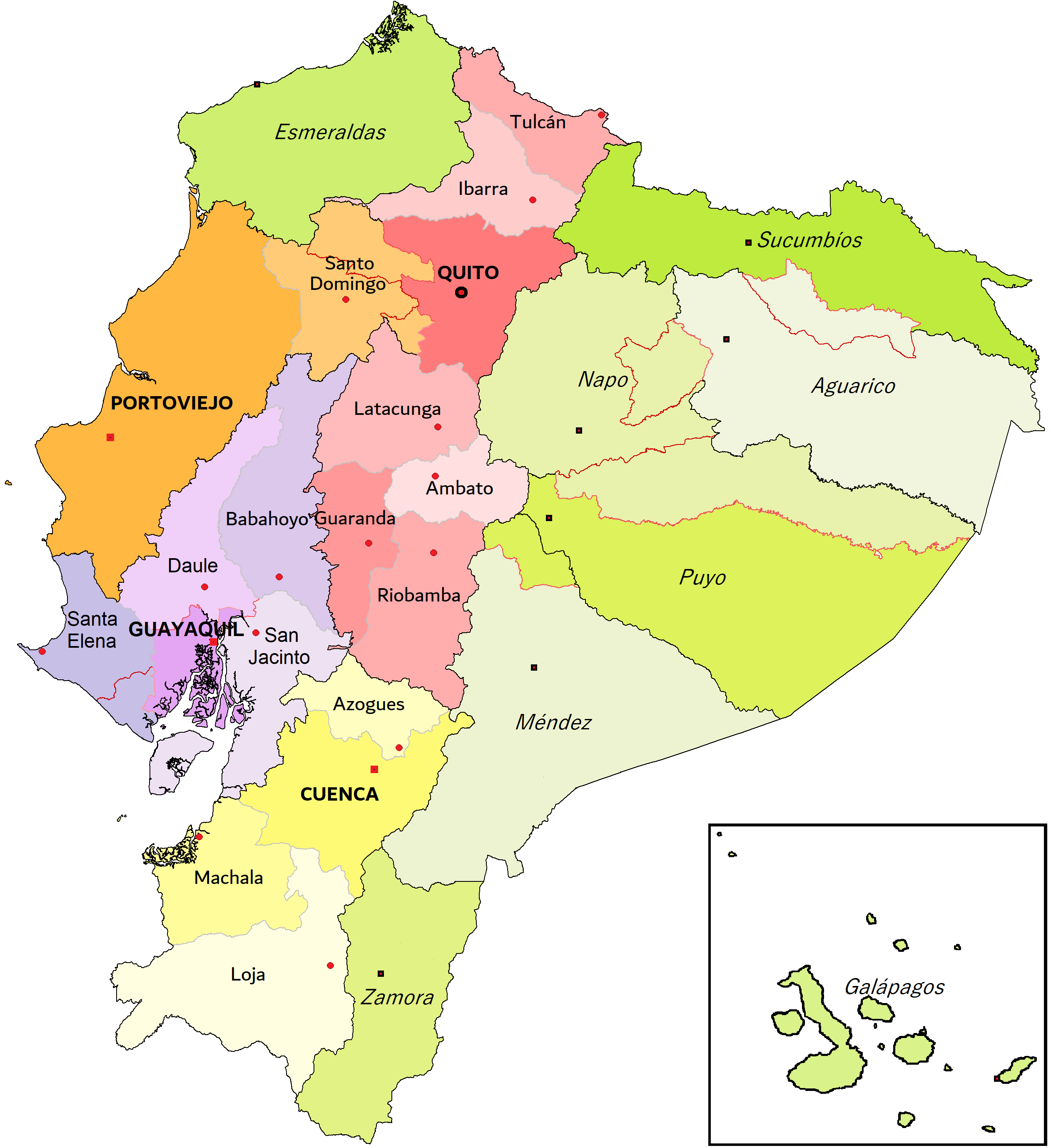
Mappa delle diocesi cattoliche dell'Ecuador al 1º febbraio 2022.

La Chiesa cattolica in Ecuador è parte della Chiesa cattolica in comunione con il vescovo di Roma, il papa.

## Santi e beati ecuadoriani
La Chiesa cattolica in Ecuador venera i seguenti santi e beati nazionali:
- Santa Narcisa di Gesù Martillo y Morán
- Santa Mariana de Paredes y Flores
- San Miguel Febres Cordero
- Beato Victor Emilio Moscoso Cárdenas
- Beata Mercedes Molina y Ayala

## Organizzazione ecclesiastica
La Chiesa cattolica è presente sul territorio con 4 sedi metropolitane, 14 diocesi suffraganee, 8 vicariati apostolici e 1 ordinariato militare:
- l'arcidiocesi di Cuenca ha come suffraganee le diocesi di Azogues, Loja e Machala;
- l'arcidiocesi di Guayaquil ha come suffraganee le diocesi di Babahoyo, Daule, San Jacinto e Santa Elena;
- l'arcidiocesi di Portoviejo ha come suffraganea la diocesi di Santo Domingo in Ecuador;
- l'arcidiocesi di Quito ha come suffraganee le diocesi di Ambato, Guaranda, Ibarra, Latacunga, Riobamba e Tulcán;
- i vicariati apostolici di Aguarico, Esmeraldas, Galápagos, Méndez, Napo, Puyo, San Miguel de Sucumbíos e Zamora sono immediatamente soggetti alla Santa Sede;
- l'ordinariato militare in Ecuador.

## Nunziatura apostolica
Nell'Ottocento fu istituita la delegazione apostolica dell'Ecuador. Il 27 novembre 1937 essa fu elevata a nunziatura apostolica.

### Delegati apostolici
- Lorenzo Barili (26 maggio 1851 - 17 giugno 1856 dimesso)
- Mieczysław Halka Ledóchowski (17 giugno 1856 - 25 luglio 1861 dimesso)
- Francesco Tavani (25 luglio 1861 - 18 luglio 1869 dimesso)
- Serafino Vannutelli (23 luglio 1869 - 10 settembre 1875 nominato nunzio apostolico in Belgio)
- Mario Mocenni (14 agosto 1877 - 28 marzo 1882 nominato internunzio apostolico in Brasile)
- Cesare Sambucetti (18 aprile 1882 - 29 novembre 1883 nominato internunzio apostolico in Brasile)
- Beniamino Cavicchioni (21 marzo 1884 - 4 agosto 1889 nominato ufficiale della Congregazione dei vescovi e regolari)
- Giuseppe Macchi (12 aprile 1889 - 26 ottobre 1897 nominato internunzio apostolico in Brasile)
- Pietro Gasparri (26 marzo 1898 - 23 aprile 1901 nominato segretario della Congregazione per gli affari ecclesiastici straordinari)
- Alessandro Bavona (17 luglio 1901 - 13 novembre 1906 nominato nunzio apostolico in Brasile)
- Angelo Maria Dolci (7 dicembre 1906 - settembre 1910 dimesso)

### Nunzi apostolici
- Fernando Cento † (6 agosto - 26 novembre 1937 dimesso)
- Efrem Forni † (27 novembre 1937 - 9 novembre 1953 nominato nunzio apostolico in Belgio e in Lussemburgo)
- Opilio Rossi † (21 novembre 1953 - 25 marzo 1959 nominato nunzio apostolico in Cile)
- Alfredo Bruniera † (25 aprile 1959 - 23 ottobre 1965 nominato nunzio apostolico in Uruguay)
- Giovanni Ferrofino † (3 novembre 1965 - 29 settembre 1970 dimesso)
- Luigi Accogli † (29 settembre 1970 - 6 luglio 1979 nominato pro nunzio apostolico in Bangladesh)
- Vincenzo Maria Farano † (25 agosto 1979 - 14 agosto 1986 nominato arcivescovo di Gaeta)
- Luigi Conti † (17 gennaio 1987 - 12 aprile 1991 nominato nunzio apostolico in Honduras)
- Francesco Canalini (20 luglio 1991 - 3 dicembre 1998 nominato nunzio apostolico in Australia)
- Alain Paul Charles Lebeaupin † (7 dicembre 1998 - 14 gennaio 2005 nominato nunzio apostolico in Kenya e osservatore permanente della Santa Sede presso l'UNEP e l'UN-HABITAT)
- Giacomo Guido Ottonello (26 febbraio 2005 - 1º aprile 2017 nominato nunzio apostolico in Slovacchia)
- Andrés Carrascosa Coso, dal 22 giugno 2017

## Conferenza episcopale
La Conferenza è uno dei membri del Consiglio episcopale latinoamericano (CELAM).

Elenco dei Presidenti della Conferenza episcopale ecuadoriana:
- Cardinale Carlos María Javier de la Torre (1958 - 1967)
- Arcivescovo Cesar Antonio Mosquera Corral (1968 - 1969)
- Cardinale Pablo Muñoz Vega, S.I. (1969 - 1973)
- Arcivescovo Bernardino Echeverría Ruiz, O.F.M. (1973 - 1975)
- Cardinale Pablo Muñoz Vega, S.I. (1975 - 1984)
- Arcivescovo Bernardino Echeverría Ruiz, O.F.M. (1984 - 1987)
- Arcivescovo Antonio José González Zumárraga (1987 - 1993)
- Arcivescovo José Mario Ruiz Navas (1993 - 2002)
- Arcivescovo Vicente Rodrigo Cisneros Durán (2002 - 2005)
- Vescovo Néstor Rafael Herrera Heredia (luglio 2005 - aprile 2008)
- Arcivescovo Antonio Arregui Yarza (aprile 2008 - 8 maggio 2014)
- Arcivescovo Fausto Gabriel Trávez Trávez (8 maggio 2014 - 28 aprile 2017)
- Vescovo Eugenio Arellano Fernández, M.C.C.I. (28 aprile 2017 - 11 novembre 2020)
- Cardinale Luis Gerardo Cabrera Herrera, O.F.M., dall'11 novembre 2020

Elenco dei Vicepresidenti della Conferenza episcopale ecuadoriana:
- Arcivescovo Luis Gerardo Cabrera Herrera, O.F.M. (5 maggio 2011 - 8 maggio 2014)
- Arcivescovo Marcos Aurelio Pérez Caicedo (8 maggio 2014 - 28 aprile 2017)
- Arcivescovo Luis Gerardo Cabrera Herrera, O.F.M. (28 aprile 2017 - 11 novembre 2020)
- Arcivescovo Alfredo José Espinoza Mateus, S.D.B., dall'11 novembre 2020

Elenco dei Segretari generali della Conferenza episcopale ecuadoriana:
- Vescovo Segundo René Coba Galarza (8 maggio 2014 - 12 dicembre 2019)
- Vescovo David Israel de la Torre Altamirano, SS.CC., dall'11 novembre 2020